# Antonio Dragoni
Antonio Dragoni (Piacenza, 13 giugno 1778 – Piacenza, 31 gennaio 1860) è stato un presbitero, storico e falsario italiano, attivo a Cremona.

## Biografia
Nato a Piacenza, giunse a Cremona nel 1807 in veste di precettore di casa Sommi.
Nel 1811 pubblicò l'opuscolo Sul metodo aritmetico degli antichi romani, contenente ricerche tratte dall'Aritmetica da lui scritta nel 1808 su richiesta delle sorelle Sommi-Biffi. L'opera, basandosi sulle testimonianze di "antichi abbachi", formula ipotesi simili a quelle che Bartolomeo Veratti tratterà in seguito nelle sue Ricerche e congetture intorno all'aritmetica degli antichi romani.
Fu canonico primicerio della cattedrale di Cremona.

## Opere
- Sul metodo aritmetico degli antichi romani, Cremona, Giuseppe Feraboli, 1811.
- I quattro amori. Novelle quattro, Cremona, Giuseppe Feraboli, 1817.